# بهروز پرورش‌خواه
بهروز پرورش‌خواه، (زاده ۸ بهمن ۱۳۴۴ در بندرانزلی) بازیکن اسبق فوتبال اهل ایران است.

### زندگی ورزشی
وی فوتبال خود را از تیم شهاب نویر در سال ۱۳۶۰ با مربیگری جواد جهانی برادر غفور جهانی در شهر بندر انزلی آغاز کردو با بازی‌هایی که در تیم ملوان به نمایش گذاشت به باشگاه همای تهران پیوست و ازآن به بعد در تیم‌های تهرانی و مخصوصاً استقلال تهران بیشتر شناخته شد. وی هم‌اکنون عضو تیم پیشکسوتان استقلال تهران است.

## مربیگری
وی در سال ۱۳۸۳ مربی تیم فوتبال استقلال جنوب در لیگ دسته دوم کشور با سرمربیگری ایمان عالمی بوده‌است؛ و دارای مدرک مربیگری (A) آسیا می‌باشد.

## سرپرست تیمهای پایه
پرورش خواه به مدت دوسال پیاپی سرپرست تیم‌های پایه استقلال از سال ۱۳۹۴ در رده نونهالان و نوجوانان به عنوان و. سمت سرپرست حضور داشت

### به عنوان بازیکن

##### ملوان
- جام حذفی: ۱۳۷۰

##### سایپا
- لیگ ایران: ۱۳۷۳

##### استقلال
- جام حذفی: ۱۳۷۵[۶]